# Chloropsina turneri
Chloropsina turneri är en tvåvingeart som beskrevs av Spencer 1986. Chloropsina turneri ingår i släktet Chloropsina och familjen fritflugor. Inga underarter finns listade i Catalogue of Life.